# Zwińcowate

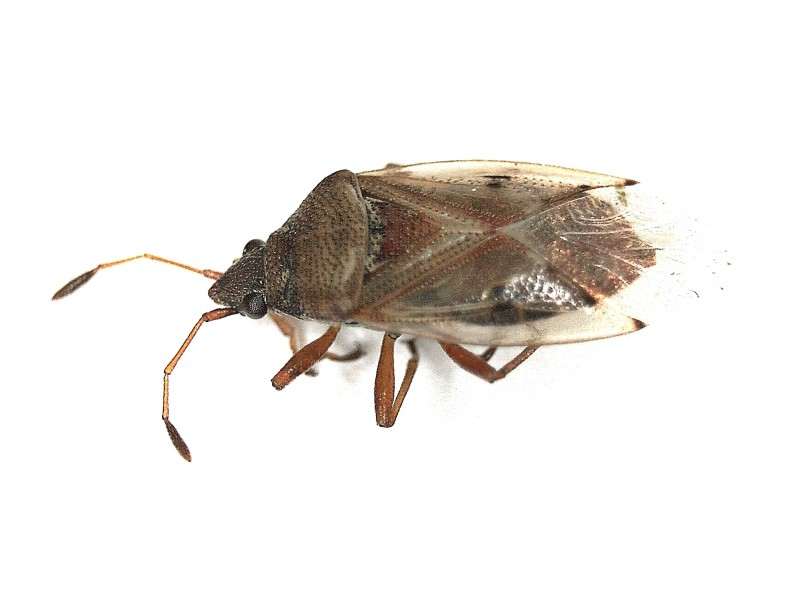
Dziobik brzozowiec

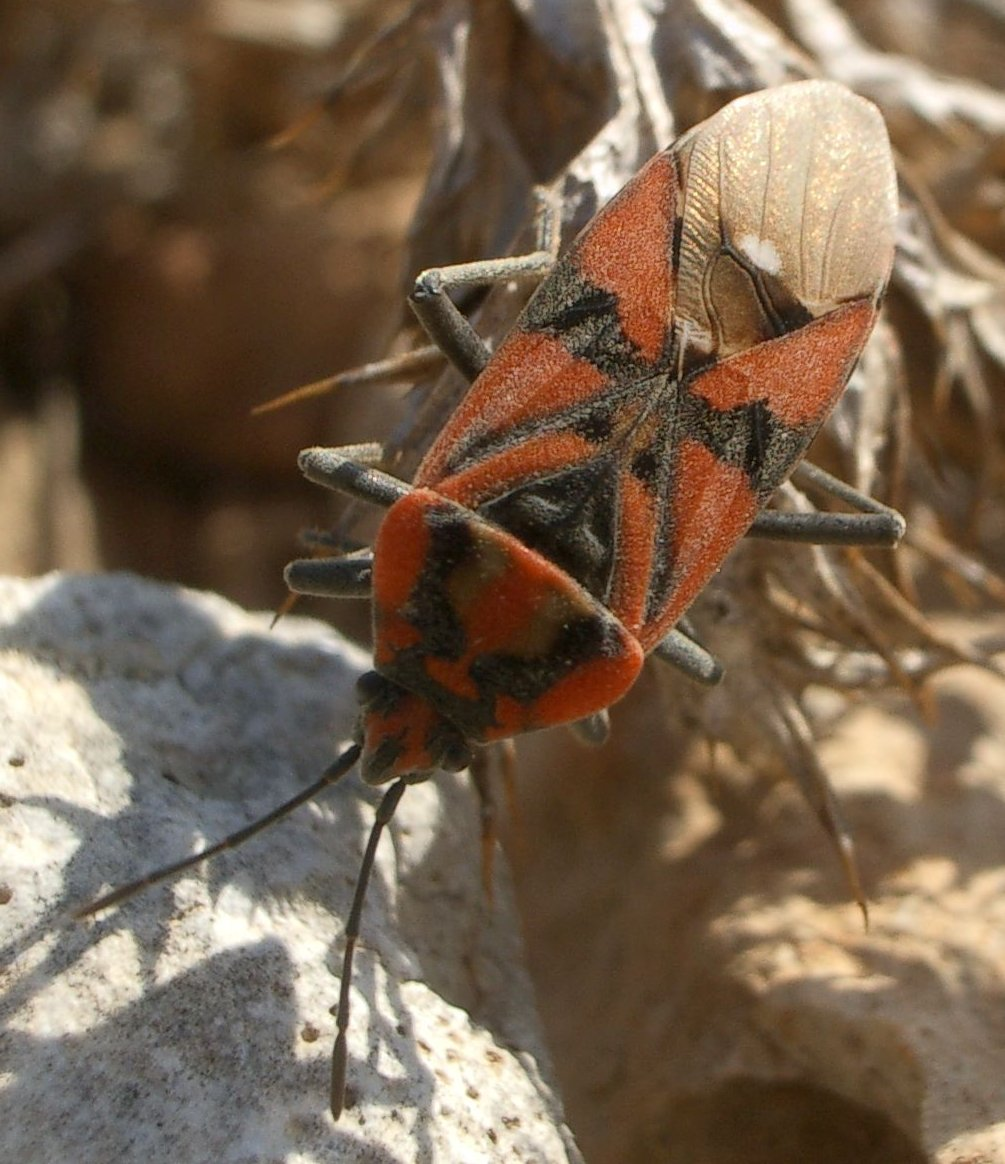
Spilostethus pandurus

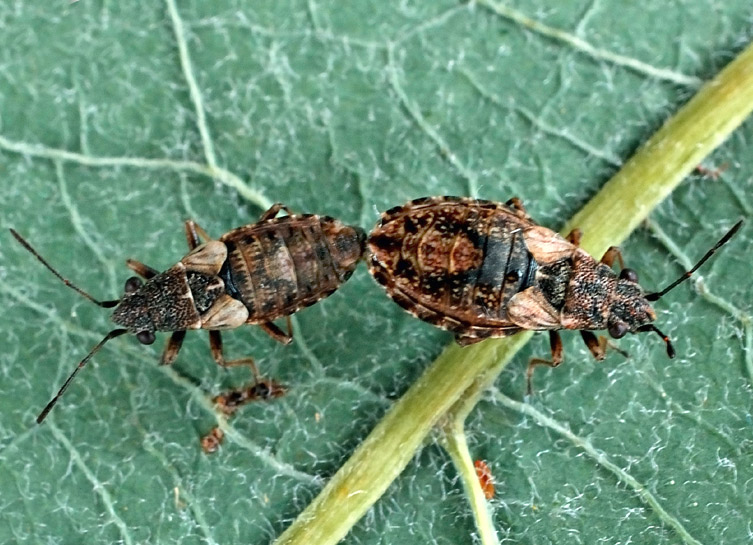
Parka bobuli krótkoskrzydłych.

Zwińcowate (Lygaeidae) – rodzina pluskwiaków z  podrzędu różnoskrzydłych i nadrodziny Lygaeoidea. Obejmuje około 970 opisanych gatunków. Rozprzestrzeniona jest kosmopolitycznie.

## Morfologia
Pluskwiaki o ciele długości od 1,2 do 12 mm, w zarysie wydłużonym do podługowato-jajowatego. Ubarwienie często mają niepozorne, brązowe, szare lub czarne, jednak liczni przedstawiciele podrodziny Lygaeinae odznaczają się obecnością w ubarwieniu elementów jaskrawych: czerwonych, pomarańczowych lub żółtych. Powierzchnia ciała jest w większości pozbawiona punktowania.
Głowa jest wysunięta ku przodowi, pozbawiona trichobotrii, zaopatrzona w dobrze rozwinięte bukule, czteroczłonową kłujkę i, położone poniżej środka oczu złożonych, czteroczłonowe czułki. U form długoskrzydłych występują na głowie także przyoczka. Powierzchnia przedplecza ma poprzeczny wcisk, między guzami barkowymi a tarczką. Na tarczce znajduje się wyniosłość w kształcie litery „Y”. Półpokrywy mają 4 lub 5 żyłek na zakrywce.
Odwłok ma wszystkie przetchlinki położone na grzbietowej stronie segmentów. Szew między czwartym i piątym sternitem jest całkowity i dochodzi do brzegów odwłoka. U larw ujścia grzbietowych gruczołów zapachowych odwłoka znajdują się między tergitami czwartym i piątym oraz piątym i szóstym. Genitalia samca mają edeagus o wyraźnie widocznej wezyce.

## Biologia i ekologia
Owady te są fitofagami. Przedstawiciele Ischnorhynchinae i Lygaeinae głównie wysysają nasiona roślin. Ischnorhynchinae często związane są pokarmowo z przedstawicielami wrzosowatych, trędownikowatych i mirtowatych, zaś Lygaeidae z przedstawicielami trojeściowatych i toinowatych. Częstą strategią wśród tych drugich jest polifagizm. Podrodzina Orsillinae jest słabiej wyspecjalizowana, a jej przedstawiciele żerują nie tylko na nasionach, ale także na kwiatach i organach wegetatywnych roślin.
W przewodach pokarmowych zwińcowatych znajdują się specyficzne narządy, zwane mycetomami, zamieszkiwane przez endosymbiotyczne gatunki bakterii i grzybów, produkujące enzymy rozkładające wielocukry pochodzenia roślinnego.

## Rozprzestrzenienie
Rodzina rozprzestrzeniona jest kosmopolitycznie, ale większość gatunków występuje w klimacie równikowym. W Polsce stwierdzono 17 gatunków (zobacz też: zwińcowate Polski).

## Taksonomia
Takson ten wprowadzony został w 1829 roku przez Samuela Petera Schillinga w randze rodziny. W wieku XIX i niemal całym wieku XX jego definicja była znacznie szersza, zbliżona zakresem do obecnie rozumianej nadrodziny Lygaeoidea, obejmując przedstawicieli takich współcześnie wyróżnianych rodzin jak Artheneidae, Blissidae, brudźcowate, Cryptorhamphidae, Henicocoridae, sienikowate, Ninidae, Oxycarenidae, Pachygronthidae, wyłupieniowate i wzdęcielowate. Współczesną klasyfikację nadrodziny Lygaeoidea i rodziny zwińcowatych wprowadził w 1997 roku Thomas J. Henry na podstawie wyników analizy filogenetycznej infrarzędu Pentatomomorpha.
Do współcześnie rozumianych zwińcowatych zalicza się około 970 opisanych gatunków, zgrupowanych w następujących podrodzinach i plemionach:
- podrodzina: Ischnorhynchinae
- podrodzina: Lygaeinae
- podrodzina: †Lygaenocorinae
- podrodzina: Orsillinae
  - plemię: Lepionysiini
  - plemię: Metrargini
  - plemię: Nysiini
  - plemię: Orsillini
- podrodzina: incertae sedis
  - †Lygaeites